# Kingsdown (Dover)
Kingsdown – wieś w Anglii, w hrabstwie Kent, w dystrykcie Dover. Leży 24 km na południowy wschód od miasta Canterbury i 112 km na wschód od centrum Londynu. W 2011 miejscowość liczyła 1729 mieszkańców.